# FCBotiga

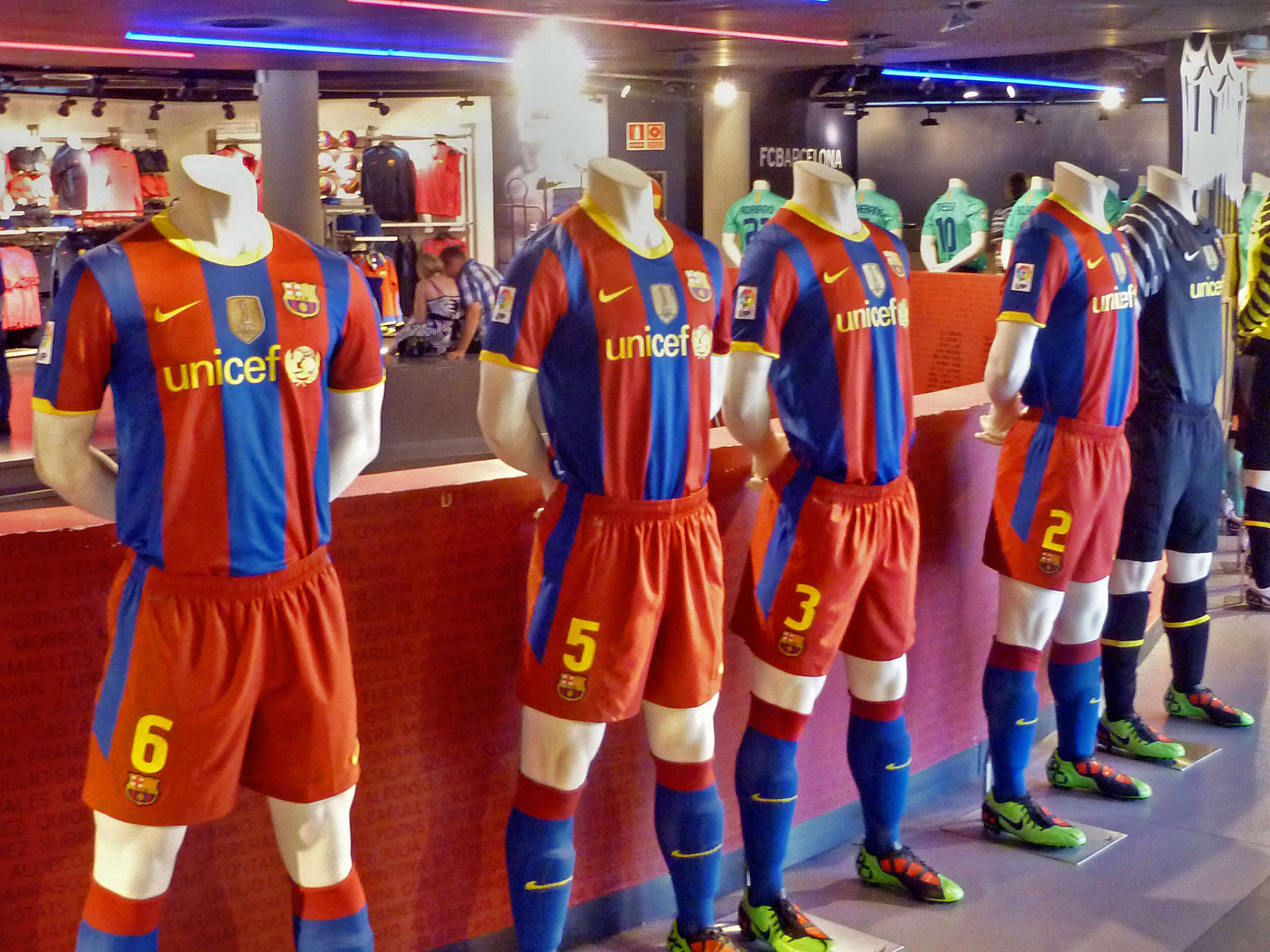
Interior de la FC Botiga situada en el Camp Nou

Las FCBotiga son las tiendas oficiales del Fútbol Club Barcelona. Las FCBotiga OFFICIAL STORE representan el punto de venta oficial donde se distribuyen los artículos oficiales del Barça. La tienda principal, conocida como FCBotiga Megastore, ubicada en la esplanada del Camp Nou, se reabrió en enero de 2003 después de una gran inversión económica para mejorar su aspecto, la funcionalidad y el espacio. En los más de 2.000 m² se pueden encontrar 3.000 productos diversos del Fútbol Club Barcelona. El récord de visitantes en un día se alcanzó el 23 de mayo de 2009 con 21.200 visitas. La facturación en 2008 fue de 30 millones de euros.

## Datos técnicos
- Superficie: 2.000 m²

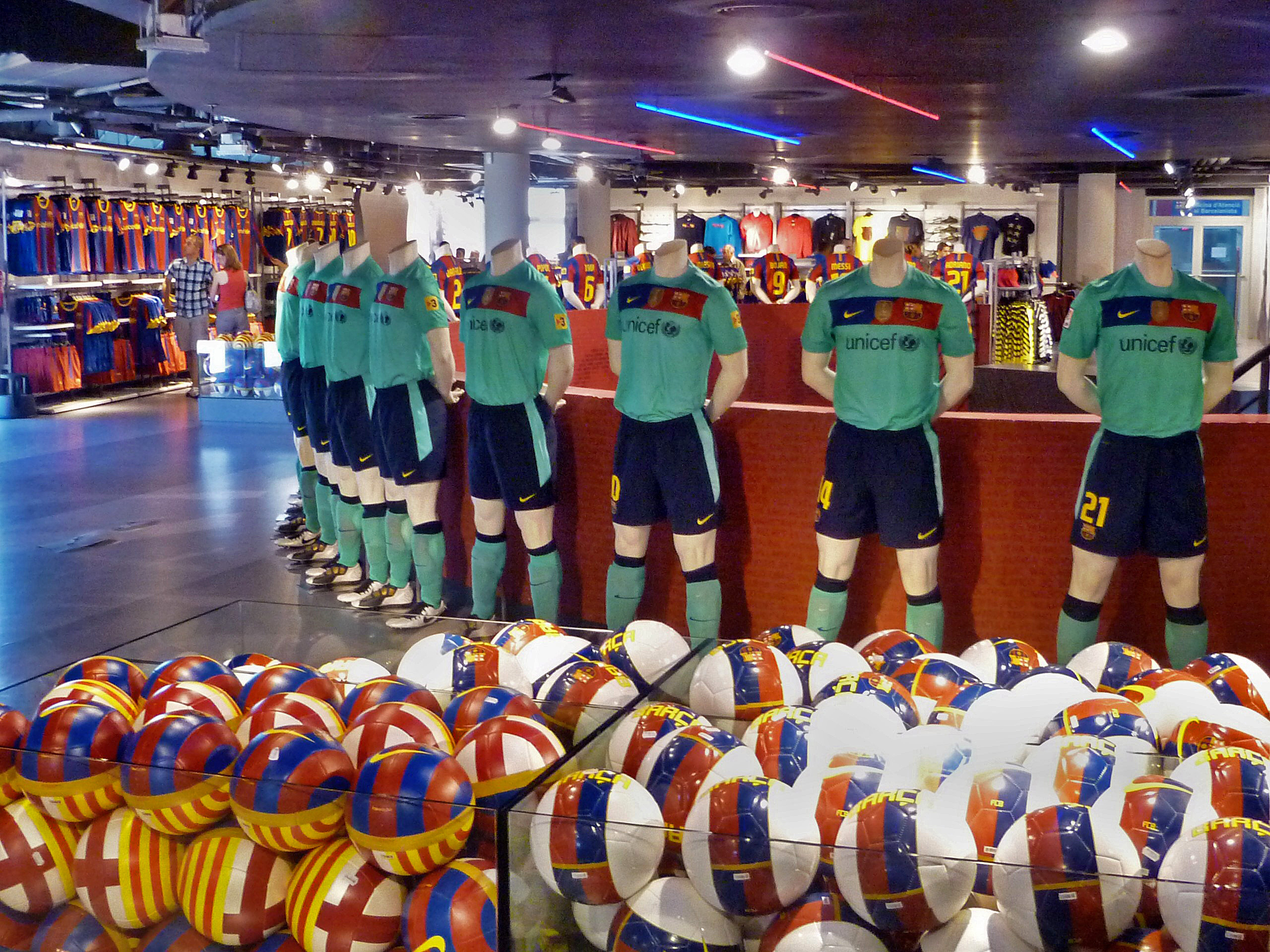
Vista de la FC Botiga situada en el Camp Nou

- Planta 0: Producto FCB Nike y fútbol
- Planta -1: Calzado y textil, estampaciones, licencias FCB, taller de fotografías, taller de golosinas.
- Número de cajas: 19[5]
- Empleados: 25
- Visitantes anuales: 3.000.000
- Ubicación: Accessos 7 y 9 del Camp Nou
- Teléfono y fax: 93 409 02 71 - 93 490 69 26
- Horarios: De lunes a sábado, de 10 a 19 horas.
- Domingos y festivos, de 10.30 a 14.30 horas.

## Tiendas oficiales
Actualmente hay 15 tiendas en Cataluña, una en Palma de Mallorca, en Gran Canaria, en Madrid y el club está pensando abrir en Nueva York y Pekín.

### Barcelona
- FCBotiga Megastore (Camp Nou)
- FCB Museo Park Sagrada Familia
- FCBotiga Centro Comercial Maremagnum
- FCBotiga Ronda Universidat
- FCBotiga Jaume I
- FCBotiga Aeropuerto T1 Llegadas
- FCBotiga Aeropuerto T1 Salidas
- FCBotiga Aeropuerto T2
- FCBotiga Centro Comercial Arenas
- FCBotiga Estación de Barcelona Sants
- FCBotiga Casino Barcelona

### Cataluña
- FCBotiga Lloret de Mar
- FCBotiga Platja d'Aro
- FCBotiga La Roca Village
- FCbotiga Salou

### España
- FCBotiga Palma de Mallorca
- FCBotiga Las Palmas de Gran Canaria
- FCBotiga Madrid C/Arenal